# Morane-Saulnier G
El Morane-Saulnier Type G fue un monoplano de carreras desarrollado y construido por la firma Morane-Saulnier antes de la Primera Guerra Mundial. También fue empleado al comienzo de la I Guerra Mundial como avión de entrenamiento.

## Diseño y desarrollo
El Tipo G era un desarrollo de los monoplanos de carreras diseñados por Leon Morane y Raymond Saulnier para la  Société Anonyme des Aéroplanes Morane-Saulnier , después de que cesara la colaboración (Morane-Borel monoplan ) con el también fabricante de aeroplanos Gabriel Borel propietario de los Etablissements Borel, y, como sus predecesores, era un monoplano de ala semi alta arriostrada mediante cables. La construcción era clásica en madera entelada, donde sólo las patas del tren de aterrizaje eran de tubos de acero. Realizó su primer vuelo en 1912.

## Historia operacional
El modelo fue exitoso, en abril de 1913  Roland Garros lo utilizó y se clasificó segundo en la primera convocatoria del Trofeo Schneider con una versión hidroavión, acabando con un tiempo de 40 minutos y 40 segundos. El 26 de junio del mismo año, Claude Graham-White recorrió el trayecto París-Londres vía Le Havre, Boulogne-sur-Mer y Dover, recorriendo 500 km en una jornada.
Dos aviones de este tipo compitieron en San Sebastián, del 21 al 28 de septiembre, resultando Lord John Evans Carbery, primero en la categoría de "despegue corto" y Edmond Audemars, que ganó la prueba de "maniobrabilidad". Lord Carbery participó la semana siguiente en la carrera del Lago de Como, ida y vuelta vía Pavía, con otros dos otros Type G; uno de los competidores con el Type G fue Roland Garros, que ganó el Gran Premio en la "Categoría general" y también el de mayor velocidad (127,7 km/h) y altura (2100 m).
El 28 de septiembre de 1913, Roland Garros se convirtió en la primera persona en cruzar el Mar Mediterráneo por aire, volando desde Fréjus, en el sur de Francia, hasta Bizerta, Túnez, en un Morane-Saulnier G.
En 1914, Rusia fabricó una versión bajo licencia para su ejército por la Factoría Duks en Moscú ; designada Morane-Saulnier Type WR. El Ejército del Imperio otomano adquirió también 40 unidades para sus Escuadrones de Aviación. La Aéronautique Militaire francesa encargó 94 ejemplares y Gran Bretaña, tras la experiencia obtenida la firma Grahame-White Aviation Company, compró la licencia para la construcción de ejemplares en su fábrica. Sin embargo, pronto se constató al comenzar la guerra, que el Type G tenía escasas aplicaciones militares y los aviones supervivientes fueron empleados en labores de entrenamiento. Los ejemplares turcos no se llegaron a entregar, al comenzar la I Guerra Mundial, siendo requisados por el ejército francés.
También se construyeron una o dos unidades para la Aéronautique Militaire del Morane-Saulnier Type G (1915) -, que aunque llevaba la misma designación se trataba de un monoplaza equipado con una ametralladora Hotchkiss cal. 8 mm y dotado con deflectores de acero en las palas de la hélice; estos aparatos estaban propulsados por el motor rotativo Le Rhône 9C de 62 kW (80 hp). El modelo no se produjo en serie.
En España, este monoplano apareció en la Aeronáutica Militar gracias al mecenazgo de José Artal y Mayoral Sentís y Roig, Conde de Artal presidente de la Cámara de Comercio Española en Buenos Aires , el cual donó al ejército dos ejemplares, y posteriormente se adquirió un tercero, entrando en servicio en 1913. Operaron en el Protectorado español de Marruecos, basados en el aeródromo de Sania Ramel, desde donde volaron misiones de observación. Posteriormente pasaron a la Base Aérea de Cuatro Vientos donde fueron empleados en labores de escuela. Los tres aparatos acabaron destruidos en accidentes aéreos.
El constructor modificó el ala en algunos ejemplares para configurarla en lo llamado "ala en parasol". Esta configuración mejoraba la visibilidad del piloto, y formó la base para el Morane-Saulnier L.

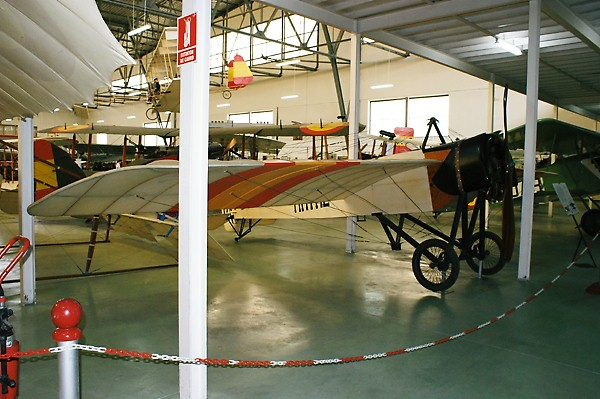
Morane-Saulnier G "Artal", Museo del Aire, Cuatro Vientos, Madrid

## Supervivientes
Se conserva un ejemplar en el Museo de Aeronáutica y Astronáutica de España (Museo del Aire) de Cuatro Vientos, Madrid.

## Variantes
Type GA
Motor Gnome 7 Sigma de 40 kW (60 hp)
Type GB
Motor Le Rhône 9C de 62 kW (80 hp)
Type WB
Versión de exportación para Rusia con parte delantera sobre el fuselaje delante del ala acristalada
MoS-2
Designación oficial del Service technique de l'aéronautique francés para el Type G
Thulin B
Fabricación  bajo licencia por Enoch Thulins Aeroplanfabrik en Landskrona , Suecia
Grahame-White Type XIV
Fabricación  bajo licencia por Grahame-White Aviation Company en el Reino Unido.

## Operadores
Argentina
- Fuerza Aérea Argentina

 Cuba
- Fuerza Aérea de Cuba: un avión

 España
- Aeronáutica Militar

 Francia
- Aéronautique Militaire: 94 encargados, más 40 requisados del pedido turco
- Marine Nationale

 Reino Unido
- Royal Flying Corps: uno comprado al comienzo de la I Guerra Mundial.[15]

 Rusia
- Flota Aérea Militar Imperial

 Suecia
- Kungliga Svenska Flygvapnet: Thulin B (Morane-Saulnier G. construido b/licencia)

 Turquía
- Escuadrones de Aviación del Imperio Otomano: 40 encargados,no entregados

 Unión Soviética
- Fuerza Aérea Soviética: tomados de la Flota Aérea Militar Imperial

## Especificaciones
Referencia datos: Web oficial del Ejército del Aire, Aeronaves Históricas, Ficha del Morane Saulnier G

### Características generales
- Tripulación: Uno (piloto)
- Capacidad: Un pasajero
- Longitud: 6,4 m (21 ft)
- Envergadura: 9,6 m (31,6 ft)
- Altura: 2,5 m (8,2 ft)
- Peso vacío: 280 kg (617,1 lb)
- Peso útil: 249 kg (548,8 lb)
- Peso máximo al despegue: 529 kg (1165,9 lb)
- Planta motriz: 1× motor rotativo Gnome o Le Rhône.
  - Potencia: 60 kW (83 HP; 82 CV)
- Hélices: Bipala de paso fijo

### Rendimiento
- Velocidad nunca excedida (Vne): 135 km/h
- Velocidad máxima operativa (Vno): 129 km/h (80 MPH; 70 kt)

## Aeronaves relacionadas

### Secuencias de designación
- Secuencia Alfabética (interna de Morane-Saulnier): ← B - C - F - G - GA - GB - H - I - J →
- Secuencia MoS._ (interna de Morane-Saulnier): MoS.1 - MoS.2 - MoS.3 - MoS.4 - MoS.5 -- MoS.11 - MoS.12 - MoS.13 - MoS.14 - MoS.15 - MoS.16 - MoS.17 - MoS.18 - MoS.19 - MoS.20 - MoS.21 - MoS.22 →
- Secuencia Romana (interna de Grahame-White): ← Type XI - Type XII - Type XIII - Type XIV - Type XV - Type 18 - Type 19 →
- Secuencia Alfabética (interna de AB Thulinverken): A - B - C - D - E →